# Timmy Frana - Il detective che risolve ogni grana
Timmy Frana - Il detective che risolve ogni grana (Timmy Failure: Mistakes Were Made), noto anche come Timmy Frana - Qualcuno ha sbagliato, è un film del 2020 scritto e diretto da Tom McCarthy.
Il film è basato sulla serie degli omonimi libri di Stephan Pastis, nonché sceneggiatore del film.
I protagonisti del film sono Winslow Fegley, Ophelia Lovibond, Craig Robinson e Wallace Shawn.

## Trama
Timmy Frana ha 11 anni e vive a Portland, nell'Oregon, con la madre single Patty. Timmy gestisce Frana Totale Inc., la sua agenzia investigativa personale, e "risolve" casi. Gran parte delle avventure di Timmy ruotano attorno a se stesso mentre viaggia con il suo immaginario amico orso polare (polar bear), chiamato anche Super (questa immaginazione è causata da suo padre che se ne era andato lasciando lui e sua madre da solo) per tutta la città alla ricerca di casi e superando in astuzia i "russi"; in realtà solo hipster barbuti. Tra il suo piccolo gruppo sociale ci sono Charles "Rollo" Tookus, un ex membro della Frana Totale Inc., che ha lasciato l'agenzia dopo una missione andata male, e Molly Moskins, una ragazza vivace e ottimista che ammira Timmy. Timmy considera la sua acerrima nemica una ragazza di nome Corrina Corrina, che appare ignara della sua animosità nei suoi confronti, sebbene sia chiaro che sia dovuto al fatto che lui abbia represso i suoi sentimenti per lei.
Mentre recupera un criceto morto da una compagna di classe, la Timmy Frana Mobile, un Segway che in realtà appartiene a sua madre, viene rubato proprio sotto di lui. Annulla tutti i suoi altri casi e recluta Rollo, che crede che la morte del loro criceto di classe e il Segway rubato siano collegati ai russi. Mentre è in biblioteca, Timmy apprende da Molly che Corrina è per un quarto russa e crede che ci sia lei dietro il furto perché voleva smantellare la sua agenzia. A causa dell'incapacità di Timmy di trattenersi in classe e delle sue insolite esplosioni, Timmy inizia a vedere il consigliere scolastico, il signor Jenkins, di cui Timmy inizia lentamente ma sicuramente a fidarsi della sua missione. Viene anche a sapere che Patty sta uscendo con un ausiliario del traffico di nome Crispin che è amichevole e distaccato, ma a cui Timmy non piace perché "non collabora con le forze dell'ordine".
Timmy viene a sapere che il padre di Corrina possiede una banca e crede che il suo Segway sia lì. Lui e Rollo cercano di intrufolarsi ma vengono cacciati dalla sicurezza. Il signor Jenkins riesce a convincere Timmy a fare i compiti come parte di una "missione", ma mentre lo fa Patty gli dice che devono trasferirsi in un appartamento, questo lo sconvolge perché vuole guadagnare abbastanza soldi per acquistare il proprio ufficio. Durante una gita alla diga di Bonneville, Timmy è convinto che Corrina abbia intenzione di interrompere la corrente elettrica di tutta Portland. Ignaro del fatto che sia ancora con il gruppo, Timmy si precipita attraverso la diga per trovarla mentre viene inseguito dal suo insegnante Mr. Crocus. Finiscono fuori dalla diga proprio mentre gli operatori aprono i cancelli della diga per l'inondazione. Timmy cerca di proteggere Crocus dall'alluvione, poiché lo considera intellettuale pari a lui, ma si scopre che sono in alto rispetto al cancello della diga per inondazione. Timmy viene quindi sospeso per tre giorni, e Crocus lascia il suo lavoro e viene sostituito mentre Patty dice con rabbia a Timmy che è stata licenziata perché sarebbe dovuta rimanere a casa con lui e gli ha chiuso la Frana Totale Inc., e Timmy rimane rattristato dal suo destino di dover essere "normale" e dovendosi trasferire in un nuovo appartamento, Timmy lascia andare Super allo zoo.
Mr. Jenkins si avvicina a Timmy e gli ricorda che deve imparare dai suoi errori in modo da poter essere una persona migliore. Rinvigorito dopo aver scoperto una "cimice russa" nel suo biscotto, Timmy recluta Crispin per liberare Super dallo zoo. Mentre stanno tornando indietro, vedono uno scippatore di borse e Crispin lo insegue, catturandolo. Timmy vorrebbe aiutarlo ma decide di chiamare semplicemente la polizia. Dopo che una passante chiede a lui e a Super di spostarsi, riconoscendo la sua presenza, e Timmy spostando il camion va contro un palo, Patty viene a vedere Timmy in ospedale e si scusa per il suo comportamento. Patty dice a Timmy che vuole che riapra la sua agenzia investigativa. Successivamente, Timmy scopre che il Segway era stato alla stazione di polizia per tutto il tempo perché lo aveva lasciato in sosta vietata. Timmy esce per tenere un discorso a una raccolta fondi di animali creata da Molly ed emoziona la folla con il suo discorso su come consentire agli orsi polari di entrare nella scuola. Mentre Timmy desidera che Crocus possa essere lì, all'improvviso crede che Crocus sia stato rapito da Corrina e dai russi e parte con Super per "salvarlo".

## Personaggi e interpreti
- Timmy Frana, interpretato da Winslow Fegley e doppiato da Mattia Moresco. Il protagonista
  - Troy Ames: Timmy a 4 anni
- Patty Frana, interpretata da Ophelia Lovibond e doppiata da Stella Musy. La madre single di Timmy.
- Signor Jenkins, interpretato da Craig Robinson e doppiato da Massimo De Ambrosis. Un consulente scolastico che lavora con Timmy.
- Signor Frederick Crocus, interpretato da Wallace Shawn e doppiato da Oliviero Dinelli. L'insegnante di Timmy e principale antagonista.
- Crispin Flavius, interpretato da Kyle Bornheimer e doppiato da Fabrizio Vidale. Il fidanzato di Patty.
- Molly Moskins, interpretata da Chloe Coleman e doppiata da Sara Tesei. Una ragazza che ha una grande cotta per Timmy.
- Charles "Rollo" Tookus, interpretato da Kei e doppiato da Alessandro Carloni. Il migliore amico di Timmy.
- Corrina Corinna, interpretata da Ai-Chan Carrier e doppiata da Anita Ferraro. La rivale di Tommy, anche se parla con lui in modo amichevole.
- Flo, interpretata da Caitlin Weierhauser e doppiata da Gaia Bolognesi. La bibliotecaria della scuola.
- Maxine Shellenberger, interpretata da Ruby Matenko e doppiata da Sara Vidale. Una compagna di classe di Timmy.
- Gunnar, interpretato da Santiago Veizaga e doppiato da Lorenzo Virgilii.
- Padre di Corinna, interpretato da Sheldon Hanai e doppiato da Federico Talocci.
- Agente di polizia di Portland, interpretato da A. Brian Daniels.

## Produzione
Il 25 aprile 2017 è stato riferito che il regista Tom McCarthy era in trattative per dirigere un adattamento del romanzo di Stephan Pastis Timmy Frana per Walt Disney Pictures. McCarthy sarà anche lo sceneggiatore del film assieme a Pastis e Jim Whitaker sarà il produttore. L'8 febbraio 2018 è stato annunciato che il film sarà presentato in anteprima esclusiva come contenuto originale su Disney+, il servizio di streaming Disney lanciato a fine 2019.
Il 9 giugno 2017 è stato inizialmente riferito che il film sarebbe passato in pre-produzione dal 26 giugno al 15 settembre 2017 con sessanta giorni di riprese in seguito in Louisiana. Il film è stato realizzato con un budget di 42 milioni di dollari, di cui 32 milioni spesi nello stato. Ciò includeva circa 10 milioni di dollari sul libro paga della Louisiana.
Il 31 luglio 2018 è stato annunciato che Ophelia Lovibond era stata scelta per interpretare Patty Frana. Il 24 gennaio 2019 è stato riferito che Craig Robinson era stato scelto per un ruolo nel film.

### Riprese
Le riprese si sono svolte durante la settimana del 27 giugno 2018 nel Surrey, nella Columbia Britannica, in Canada, dove è stato costruito un set fatto per sembrare un valico di confine tra gli Stati Uniti e il Canada. La produzione è continuata nel Surrey il 5 luglio 2018, presso la fiera Cloverdale locale, dove è stata girata una scena in cui una macchina va a schiantarsi contro una casa distruggendo la parete. Le lavorazioni e le riprese aggiuntive si sono svolte dal 27 luglio all'8 settembre 2018 a Portland, nell'Oregon.

## Promozione
Il trailer è stato pubblicato il 7 gennaio 2020 e quello italiano il 28 febbraio 2020.

## Distribuzione
Il film è stato mostrato in anteprima mondiale al Sundance Film Festival il 25 gennaio 2020 È stato distribuito su Disney+ il 7 febbraio 2020 e in Italia il 24 marzo 2020, data di uscita italiana di Disney+.

## Accoglienza

### Critica
Sul sito web aggregatore di recensioni Rotten Tomatoes, il film detiene una valutazione di approvazione dell'87% con una valutazione media di 7,20/10, basata su 30 recensioni.Il consenso della critica recita: "Un film divertente e frenetico per tutti, Timmy Frana: qualcuno ha sbagliato celebra il potere dell'immaginazione con un delizioso senso dell'umorismo e la giusta quantità di orsi". Su Metacritic, il film ha una valutazione ponderata di 60 su 100 basata su 9 recensioni, indicando "Recensioni miste o medie".
John DeFore di The Hollywood Reporter ha descritto Timmy Frana - Il detective che risolve ogni grana come "il migliore dei programmi originali (di Disney+) con ampio margine".
Common Sense Media ha dato al film 4 stelle su 5, affermando: "I genitori devono sapere che il personaggio principale di Timmy Frana - Il detective che risolve ogni grana è un disadattato il cui rifiuto, o incapacità, di essere un bambino "normale" risuonerà profondamente con alcuni bambini. Tuttavia, il film, basato sui libri popolari, mantiene il tono in gran parte ottimista e divertente, grazie alle trame stravaganti del ragazzo, al suo unico amico immaginario (un orso) e alle fantasie (come il cupo "Our Crusher of Souls" della scuola media), oltre ad un cast eccentrico di personaggi ed ambientazioni di Portland, dolci amici e adulti amorevoli. L'agenzia investigativa di Timmy, "Frana Totale Inc." e i suoi folli piani per risolvere i casi sono fantasiosi. Quelli più vicino a lui lo considerano unico in modo positivo, ma un insegnante arrabbiato e altri lo trovano un fastidio esasperante. Per uscire dai guai, Timmy si impegna nel dire alcune piccole bugie a sua madre e un sacco di pensieri deliranti (come che aprirà un'agenzia in centro invece di andare alla scuola media) La violenza lieve è per lo più immaginata e il linguaggio è limitato a "crap" ("mer da"), "loser" ("perdente"), "dumb" ("stupido") e "weirdo" ("strambo")".